# John Curwen
John Curwen (Heckmondwike, Yorkshire, 14 de novembre de 1816 - Manchester, 26 de maig de 1880) va ser un músic i ministre protestant anglès.
Va apropiar-se l'invent de solfeig de la professora de música Sarah Ann Glover de Norwich conegut com a tonic sol-fa. Sarah Ann Glover va idear un sistema d'ensenyament musical perquè les nenes del cor de la seva església aprenguessin cant i lectura musical. Va prendre les síl·labes de Guido d'Arezzo, que marcava per la seva inicial D - R - M - F - S - L - T (do-re-mi-fa-sol-la-si, canviant Si per Tu perquè no es confongués amb el sol). Els feia cantar melodies assenyalant notes en un cartell que va cridar Escala de Norwich (es veu a la fotografia). Les seves idees van ser preses per Curwen, Kodály, sent la base del Do mòbil. Va ser una tècnica basada en la solmizació i adequada especialment per a les escoles sent un mètode d'ensenyament vocal.
Fundà el Tonic Sol-Fa Reporter, i el 1843 publicà el seu Grammar of Vocal Music, i altres obres.